# Manchester United Football Club 1907-1908
Questa voce raccoglie le informazioni riguardanti il Manchester United Football Club nelle competizioni ufficiali della stagione 1907-1908.

## Maglie e sponsor
| Casa | Trasferta |

## Rosa
| N. |                        | Ruolo | Calciatore         |
| -- | ---------------------- | ----- | ------------------ |
|    | Inghilterra (bandiera) | P     | Herbert Bloomfield |
|    | Inghilterra (bandiera) | P     | Harry Moger        |
|    | Inghilterra (bandiera) | D     | Herbert Burgess    |
|    | Inghilterra (bandiera) | D     | Ted Dalton         |
|    | Scozia (bandiera)      | D     | Peter Proudfoot    |
|    | Inghilterra (bandiera) | D     | George Stacey      |
|    | Scozia (bandiera)      | C     | Alex Bell          |
|    | Inghilterra (bandiera) | C     | Dick Duckworth     |

| N. |                        | Ruolo | Calciatore      |
| -- | ---------------------- | ----- | --------------- |
|    | Inghilterra (bandiera) | C     | Charlie Roberts |
|    | Inghilterra (bandiera) | C     | George Wall     |
|    | Inghilterra (bandiera) | A     | Jimmy Bannister |
|    | Inghilterra (bandiera) | A     | Bill Berry      |
|    | Galles (bandiera)      | A     | Billy Meredith  |
|    | Scozia (bandiera)      | A     | Jimmy Turnbull  |
|    | Scozia (bandiera)      | A     | Sandy Turnbull  |

## Risultati

### FA Charity Shield
| Arbitro: | J.T. Howcroft |

|          |           |        |
| Meredith | Marcatori | Cannon |

| Londra 29 agosto 1908 Replay                       | Manchester Utd | 4 – 0 referto | QPR | Stamford Bridge (10 000 spett.) |
| \| \| \| \| \| J. Turnbull Wall \| Marcatori \| \| |                |               |     |                                 |
|                                                    |                |               |     |                                 |
| J. Turnbull Wall                                   | Marcatori      |               |     |                                 |